# Ömerli (district)
Ömerli (Aramees: ܡܥܨܪܬܗ, Ma'sarte) is een Turks district in de provincie Mardin en telt 15.453 inwoners (2007). Het district heeft een oppervlakte van 400,5 km². De stad is gelegen in de historische Aramese regio Tur Abdin. De hoofdplaats is de gelijknamige stad Ömerli.
De bevolkingsontwikkeling van het district is weergegeven in onderstaande tabel.
| 1997   | 2000   | 2007   |
| ------ | ------ | ------ |
| 13.094 | 14.584 | 15.453 |